# Cinnamomum mathewsii
Cinnamomum mathewsii là loài thực vật có hoa trong họ Nguyệt quế. Loài này được (Mez) Kosterm. miêu tả khoa học đầu tiên năm 1961.